# يورغين تودنهوفر

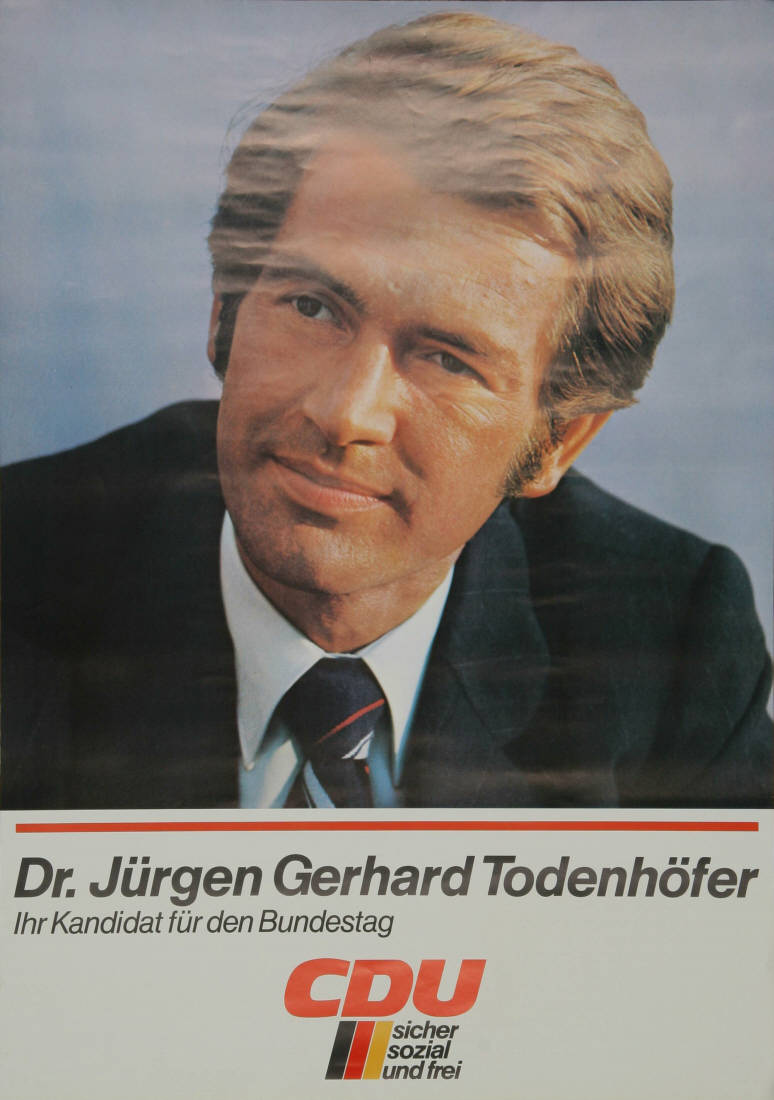
Jürgen Todenhöfer

الدكتور يورغين تودنهوفر (بالألمانية: Jürgen Todenhöfer)‏ ولد في (12 نوفمبر 1940) وهو ألماني الجنسية وخبير سابق في الشؤون الدفاعية وكاتب سياسي، درس القانون في جامعات ميونيخ وباريس وبون وفرايبورغ. أصبح عضوا في حزب الاتحاد المسيحي الألماني الديموقراطي في ألمانيا أو ما يطلق عليه اسم الحزب الديمقراطي المسيحي من راينلاند في عام 1970 وكان عضوًا في البرلمان الألماني في الفترة من 13 ديسمبر 1972، إلى 20 ديسمبر 1990، (خمس فترات انتخابية). كما قام بدور المتحدث باسم الحزب لسياسة التنمية.
في عام 1980 زار الجزء المحتل من أفغانستان من قبل الاتحاد السوفييتي وبدأ جمع الأموال لمساعدة البلد. وهو أحد أبرز المنتقدين للحروب التي قادتها الولايات المتحدة ضد أفغانستان والعراق ابتداء من عامي 2001 و2003 على التوالي. وهو عضو في المجلس التنفيذي لشركة وسائل الاعلام الألمانية هوبرت بوردا لوسائل الإعلام. ويقول إن الولايات المتحدة تخدع الرأي العام بخصوص الحرب في العراق، وقد تسببت بقتل أكثر من مليون شخص، كما أن إدارة الرئيس الأمريكي السابق جورج بوش قد هدفت إلى سرقة نفط العراق.

## مؤلفات
- لماذا تقتل زيدا: يتحدث في الكتاب عن قصة شاب عراقي تعرف عليه بعد الاحتلال الأمريكي للعراق حيث انه زار العراق قبل وبعد الغزو وأمضى أغلب وقته مع مدنيين عراقيين حتى يتعرف على معاناتهم. زيد كان شاب في العشرينيات وكان مولعاً بكرة القدم وقال في حديثه مع الكاتب بأنه يحلم بالانتماء إلى إحدى فرق كرة القدم الألمانية في يومٍ ما.

في البداية لم يكن لزيد ولا لعائلته علاقة بالمقاومة ضد الاحتلال الأمريكي، الأمر الذي تبدل بعد قصف الجنود الأمريكيين لمنطقتهم والذي أدى إلى مقتل أخي زيد، الذي بات ينزف بمرئاً من زيد وعائلته دونما أن يستطيع أحد أن يقدم له المساعدة من شدة القصف إلى أن أرتقى أخوه. في تلك اللحظة قرر زيد الانضمام لصفوف المقاومة العراقية وأسرد للكاتب بأن ما يفعله الاحتلال لم يترك له مجالاً سوى ذلك.
- الصورة العدائية المصطنعة للإسلام: عشر نظريات ضد الكره: يتحدث عن انتهاء الحقبة السوفيتية (عدو الغرب القديم) وعن حاجة الغرب إلى صورة نمطية تحل مكان العدو السوفييتي الغابر. يذكر المولف ما قام به أسامة بن لادن مما أعطى الفرصة لجورج الابن لأن يقوم بحربين في العراق وأفغانستان والتي عادت بنتائج كارثية على كل أطرافها.

و تحدث الكاتب أيضا عن نظرة الغرب للعالم الإسلامي وعن مدى تعاليه وغطرسته في علاقاته مع المسلمين.
يستخلص الدكتور تودنهوفر النتائج من خمسن سنة زار فيها البلدان الإسلامية ومن عشر سنوات تلت الحادي عشر من سبتمبر والتي نتج عنها عشرة أجوبة (سياسات) خاطئة على هذه الأحداث.
- عليك ان لا تقتل: حلمي بالسلام: كيف يحق للمرء أن يقتل طفلاً؟ لم يلقى الكاتب جواباً منذ أن كان طفلاً بعد قصف مدينة هاناو الألمانية بالقنابل أثناء الحرب العالمية الثانية عام 1945. اليوم وبعد أن أمضى سنين عديدة من عمره يزور المناطق المشتعلة في العالم (خصوصاً الإسلامي) وتعرف على الكثير من سكانها (ما لا يجرأ سياسيٌ عليه بالعادة) ووجد منهم كثير من الأصدقاء (الذين لا يُرَونَ إلا كأعداء من أغلب السياسيين الغربيين)، كل ما عايَشهُ تودنهوفر ذكره بأهم الأسلة التي يجب أن تطرح: كيف يمكن أن يكون فعلٌُ ما في بلدك (يتحدث عن بلده ألمانيا) جريمةً ونفس الفعل عملاً بطولياً في الخارج؟!
- رحلتي إلى قلب الإرهاب: عشرة أيام في الدولة الإسلامية، يستند المؤلف في هذا الكتاب لمشاهداته المباشرة والمتحصلة لزيارته لعاصمتي داعش الرقة والموصل، في نهاية عام 2014، حيث يعد يورغن الكاتب الغربي الوحيد الذي زار مناطق سيطرة داعش بشكل رسمي وخرج منها سالما.[4][5]

## لقائاتة
التقى الدكتور تودنهوفر بالكثير من الشخصيات غير المرغوبة عادةً في الغرب أو ممن يخشى اللقاء بهم. فقد التقي بصدام حسين وكان اخر لقائاتة مع أحد قياديي «الدولة الإسلامية في العراق والشام» والذي كان في الأصل ألمانياً كاثولوكياً من مدينة سولنجن في ولاية شمال غرب الراين في غرب ألمانيا ودار بينهما حوار لما يقرب من 13 دقيقة وكان واضح تأثره السلبي مما حال إليه الشاب الألماني المسلم.